# 25 octobre 1982
Le lundi 25 octobre 1982 est le 298e jour de l'année 1982.

## Naissances
- Aarik Wilson, athlète américain, spécialiste du triple saut
- Conrad Martin, joueur de hockey sur glace canadien
- Guido Grünheid, joueur de basket-ball allemand
- Helge Limburg, personnalité politique allemande
- Jerome Carter, joueur américain de football américain
- Mathias Cianci, athlète français
- Michael Sweetney, joueur de basket-ball américain
- Mickaël Tavares, footballeur français
- Monica Dogra, actrice américaine
- Nikolay Chebotko, fondeur kazakh
- Victoria Francés, artiste espagnole

## Décès
- Bill Eckersley (né le 16 juillet 1925), footballeur anglais
- Ernst H. Albrecht (né le 9 septembre 1906), décorateur de cinéma allemand
- Erwin Lange (né le 24 mars 1913), technicien des effets spéciaux allemand
- Karl Bruckner (né le 9 janvier 1906), écrivain autrichien
- Werner Naumann (né le 16 juin 1909), politicien nazi

## Événements
- Découverte des astéroïdes : 
  - (11826) Yurijgromov
  - (14819) Nikolaylaverov
  - (18321) Bobrov
  - (35053) 1982 UA11
  - (3930) Vasilev
  - (4992) Kálmán
  - (7161) Golitsyn